# 帯状分布
帯状分布（おびじょうぶんぷ、たいじょうぶんぷ、ゾーネーション）とは、あるものの分布が、長い広がりをもちながら、比較的狭い幅に限られた、一定の帯の形になることを指す。特に、生物の分布がある方向に向かって入れ替わって行き、外から見るとそれぞれの生物の分布域が帯状に見えるものを指すことが多い。代表的なのは、海岸の岩の上に見られ、カキやフジツボがそれぞれにある水準に層をなしているのがよく分かる。ここでは、生物の帯状分布について説明する。

## 成立の条件
帯状分布が見られるのは、次のような場合である。
1. 生物の分布に影響を与えるような環境要因が、ある地点から別のもう一つの地点まで、一定の勾配を持って変化している時。
2. 対象となる生物の移動能力がその範囲を移動するには低い時。

これはどこにでも見られる条件なので、このような分布はいろんな場面で見られる。例えば、海岸では潮の満ち干があるので、潮間帯ではその水準によって、海面から顔を出す時間に差がある。そうすると、上の方には乾燥に強い生物しか生息できないし、下の方にはそうでない生物が出やすくなる。満潮線付近にはイワフジツボなどが、その下にはカキなど、その下にはムラサキイガイが、といった風に決まった順番に岩の上に生物が付着する層が見られる。大型の海藻は干潮線付近でやっと出現する。

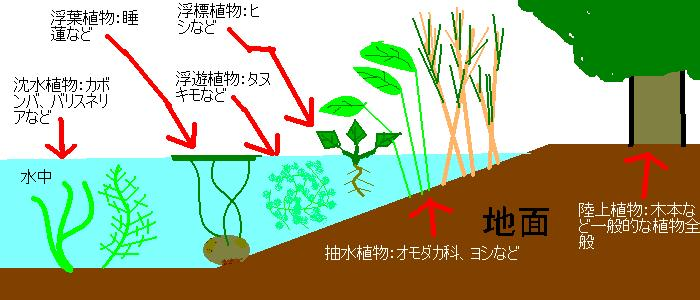
淡水の水辺における帯状分布の概念図

また、池の周囲では、沖に出るにつれて深くなるから、水際近くでは湿地性の植物が、浅いところでは水面から上に茎を伸ばす水草が出現し、更に深くなるとジュンサイなど水面に葉を浮かせる水草が出る。
ある程度の高さのある山ならば、標高によって、上に行くほど寒い地域の植物が出現し、森林の型も変わって行く（垂直分布）のが見られる。
巨視的に見れば、地球上での緯度の差による生物種組成の変化も、帯状分布していると見ることもできよう（水平分布）。

## 層ができる仕組み
このような分布を見れば、それぞれの生物が、それぞれ異なった好みによって生活場所を選んだ結果と考えられがちであるが、必ずしもそうではないことに注意すべきである。
例えば海岸線の場合、満潮線付近に分布帯を作るフジツボは、満潮時前後にだけ海水を被る。そして、この時間帯に餌を取り、あとの時間は殻をふさいで耐え続ける生活をしている。そのような耐久能力があるからその場所で生活できるのではあるが、そのことは、そのフジツボにとって、そこが最適な生息環境であることを意味しない。実際、例えば新しい護岸ができた時などに、フジツボの付着を観察すると、他の生物が付着しない間は、普通に見られる水準よりずっと下まで付着するのが見られるという。つまり、フジツボの生活に適する水準と、実際に海岸線で生活している水準は、必ずしも同じではないのである。むしろ、このフジツボの場合、もっと低い水準、一般に暮らし易いはずの場所の方が、彼らにとっても暮らし易いのであろう。しかし、他の生物が付着し始めると、次第にふだん見られる水準に限定される、つまり、岩場に付着するほかの生物との競争に負けたと考えるべきである。
あるいは、このような極端に厳しい環境で暮らす生物の場合、特殊な耐久能力を身につけたことで、競争の少ない場所に逃げ場を見いだし、それによって生き延びていると見た方がいいのかもしれない。
このように、互いに分布域がぶつかっている場合、それぞれの種の性質だけでなく、種間の関係によって分布域が決まる場合は多い。したがって、その分布域が、その種にとって好ましい条件の場であるとは限らない。このため、しばしば帯状分布の一方の端における分布は物理的要因で、反対のもう一方の端における分布は種間関係で規定されると判断できる場合が多い。
他方、このような種間関係以外にも、分布を決める要因はあり得る。例えば、フジツボの場合、幼生はプランクトンとして暮らし、その後にキプリス幼生とよばれる幼生となり、岩の上を這って定着する場を探すが、この時、同種の親が見つかるとすぐそばに定着しようとする性質がある。このことは、彼らが密集した集団を作りやすい要因の一つになっている。